# Introduction et Allegro (Louis Aubert)
Pour les articles homonymes, voir Introduction et allegro.
Introduction et Allegro est une pièce pour flûte et piano, composée par Louis Aubert en 1922.

## Composition
Louis Aubert compose Introduction et Allegro en 1922.

## Présentation
Introduction et Allegro fait partie des pages « peu nombreuses du catalogue de Louis Aubert pour divers instruments ».
La partition, en deux mouvements enchaînés — Lento ( = 88) en fa dièse mineur à 
 puis Allegro ( = 120) en la mineur puis la majeur à 
 — est dédiée au compositeur et flûtiste Philippe Gaubert.